# Masikia
Masikia es un género de arañas araneomorfas de la familia Linyphiidae. Se encuentra en la zona holártica.

## Lista de especies
Según The World Spider Catalog 12.0::
- Masikia indistincta (Kulczynski, 1908)
- Masikia relicta (Chamberlin, 1949)